# Альбицци, Элеонора дельи
Элеонора дельи Альбицци (итал. Eleonora degli Albizzi; 1543, Флоренция — 19 марта 1634, там же), — любовница Козимо I, великого герцога Тосканы. Она родила от него незаконнорожденного сына, дона Джованни Медичи.

## История
Элеонора дельи Альбицци была представительницей старинной флорентийской семьи со средним достатком, дочерью Луиджи дельи Альбицци и Наннины Содерини. С согласия своего отца, к 1565 году, в возрасте примерно 23-24 лет, она стала любовницей великого герцога, который остался вдовцом после смерти Элеоноры Толедской в 1562 году. В 1566 году Альбицци родила герцогу дочь, которая вскоре умерла, будучи ещё младенцем. В следующем году она родила ему сына Джованни.
Поползли слухи, что Козимо хочет узаконить свой союз с Элеонорой. Традиционная версия гласит, что его давний камергер Сфорца Альмени из Перуджи поведал об этом желании великого герцога Франческо, законному наследнику, который всё больше становился доминирующей силой в правительстве Флоренции. Франческо, вероятно обеспокоенный появлением потенциальных наследников и свекрови, порицал отца за эти планы. После этого, охваченный яростью из-за того, что его тайные желания были раскрыты, 22 мая 1566 года Козимо I, по слухам, лично зарезал своего камергера. Это событие, наряду с другими эпизодами, такими как слухи об убийстве Филиппо Строцци Младшего, укрепило представление о том, что Козимо был одержим чрезмерно страстной, если не кровожадной, жестокостью.
Любовная страсть Козимо к Элеоноре быстро угасла, и к 1567 году она была вынуждена выйти замуж за обесчещенного дворянина Карло Панчиатичи. Тем временем Козимо I завёл роман с другой молодой женщиной, Камиллой Мартелли. Панчиатичи грозила казнь за мятеж, но он был помилован и получил награду в 10 тысяч скуди за женитьбу на Элеоноре. Неясно, какую роль сыграли законные дети Козимо I в организации удаления Альбицци из окружения великого герцога.
У Элеоноры было трое детей от Карло, в том числе Бартоломео (родился в 1577 году). Однако в 1578 году она была обвинена в прелюбодеянии и заключена в монастырь Фолиньо. Элеонора прожила в монастыре последние 56 лет своей жизни.